# Venturi Automobiles
Venturi Automobiles (Вентури) — французская автомобилестроительная компания, расположенная в Монако. Вентури разрабатывает, выпускает и продает дорогой электрический транспорт. Компания была основана в 1984 году инженерами Клодом Пуаро и Жераром Годфруа, как MVS (фр. Manufacture de Voitures de Sport), с целью создания автомобилей для рынка «Grand Tourisme». После автомобилей Facel-Vega, Monica и Ligier это была самая последняя попытка построить спортивный автомобиль класса люкс во Франции. Как и предшественникам, Вентури сразу же столкнулся со многими проблемами, начиная от неизвестного имени и заканчивая недостаточной оснащенностью. Тем не менее, компании удалось выпускать продукцию в течение почти шестнадцати лет, объявив о банкротстве в 2000 году. В 2001 году Гильдо Палланка Пастор приобрел компанию Вентури, и решил сосредоточиться на электрических двигателях. Это изменение направления привело к появлению ограниченной серии автомобиля Venturi Fétish.
В декабре 2009 года компания Вентури объявила о приобретении французского производителя мотоциклов Voxan. Приобретение позволило эффективно выйти на рынок мотоциклов. В августе 2011 года было создано северо-американское подразделение, базирующееся в Колумбусе, штат Огайо. Подразделение, в основном, было создано как центр исследований и разработок.
Автомобили Venturi

## Список моделей
- Coupé 160 Ch BVA
- Coupé 180 Ch
- Coupé 200 ch
- Coupé 210 ch
- Coupé 260 SPC
- Coupé 260 APC
- Coupé 260 Atlantique
- Transcup 160 Ch BVA
- Transcup 160 Ch BVM
- Coupé 260 LM
- Transcup 180
- Transcup 200
- Transcup 210
- Transcup 260
- Atlantique 300
- Atlantique 300 Bi-Turbo
- 300 GTR
- MVS Venturi
- Venturi Atlantique
- Venturi 400 GT
- 500 LM
- 600 LM
- 600 SLM
- Fétish
- GT3
- Eclectic (прототип)
- Astrolab (прототип на солнечных батареях)
- Volage
- Eclectic 2.0
- La Jamais Contente
- FétishII
- America